# Crossidius ater
Crossidius ater là một loài bọ cánh cứng trong họ Cerambycidae.